# Valérie Trierweiler
Valérie Trierweiler, nata Massonneau (Angers, 16 febbraio 1965), è una giornalista francese ed ex première dame di Francia, ex compagna del Presidente della Repubblica francese François Hollande.

## Biografia
Nata ad Angers, Valérie Massonneau è la quinta di una famiglia di sei figli. Suo padre Jean-Noel Massonneau, invalido di guerra, morì quando lei aveva 21 anni, e la madre era Jeannie Gautier.
Valérie Massonneau seguì studi universitari in storia e scienze politiche a Parigi, dove si laureò e conseguì un master nel 1988. Cominciò l'attività di giornalista presso la rivista Politique Professione e ha continuato sempre ad occuparsi del mondo politico francese per altre riviste e programmi televisivi.
Si sposò con un suo amico d'infanzia Franck Thurieau e successivamente con Denis Trierweiler, da cui ha divorziato nel 2007. Nel 2004 ha iniziato una relazione con François Hollande, resa pubblica nel 2010.
Il 6 maggio 2012 Hollande viene eletto Presidente della Repubblica francese e lei, essendo all'epoca la sua compagna, è da subito considerata Première dame, anche se, non essendo sua moglie né essendo legata a lui da una convivenza formale (PACS), in senso stretto non lo sarebbe. In proposito occorre peraltro notare che il ruolo di Première dame in Francia non è codificato da alcun testo costituzionale o legislativo, quindi all'interpretazione storica di sposa del Presidente si può anche aggiungere quello di compagna del Presidente.
Ha destato scalpore e polemiche il suo sostegno via Twitter al candidato socialista dissidente Olivier Falorni, poi risultato vincitore ed eletto, in occasione delle elezioni legislative in Francia del 2012 che lo vedevano opposto a Ségolène Royal, candidata socialista ufficiale e, soprattutto, ex-compagna di François Hollande, con il quale ha avuto quattro figli. La stessa, dopo qualche tempo di silenzio su Twitter, ha cancellato il tweet incriminato.
Il 10 gennaio 2014, a seguito del servizio su Closer circa una supposta relazione sentimentale di François Hollande con l'attrice Julie Gayet, Valerie Trierweiler è ospedalizzata in un ospedale parigino per "una depressione". Il 18 gennaio 2014, dopo una settimana di ricovero, viene dimessa dall'ospedale per andare a riposarsi nella residenza presidenziale de La Lanterne a Versailles.
Il 25 gennaio 2014, François Hollande annuncia la rottura della loro relazione all'AFP.
Il 4 settembre 2014 esce a grandissima tiratura in Francia un libro autobiografico della Trierweiler - da lei scritto in gran segreto - il cui titolo originale è "Merci pour ce moment" (letteralmente "grazie per questo momento"), in cui l'ex Première dame racconta la sua relazione con François Hollande, dal 14 aprile 2005 (inizio della loro relazione, anche se si conoscevano dal 1988) fino alla rottura, soffermandosi soprattutto sulla traumatica fine di essa, che l'avrebbe spinta anche a un tentativo di suicidio sventato proprio dal Presidente francese. Particolare scalpore destano alcuni passaggi dell'opera, come quello in cui l'autrice riferisce che in privato il leader socialista disprezzerebbe i poveri, chiamandoli "sans dents" (sdentati) - un appellativo che il Presidente francese nega però di avere mai utilizzato.